# Mount Peary
Mount Peary är ett berg i Antarktis. Det ligger i Västantarktis. Argentina, Chile och Storbritannien gör anspråk på området. Toppen på Mount Peary är 1 900 meter över havet.
Terrängen runt Mount Peary är huvudsakligen kuperad, men österut är den platt. Trakten är glest befolkad. Närmaste befolkade plats är forskningsstationen Vernadskij, 18,6 kilometer väster om Mount Peary.